# Communauté de communes du Pays rabastinois
La Communauté de communes du Pays rabastinois est une ancienne communauté d'agglomération française, située dans les départements du Tarn et la région Occitanie.

## Histoire
Dans le cadre du schéma départemental de coopération intercommunale, la communauté de communes fusionne le 1er janvier 2017 avec la communauté de communes Vère-Grésigne - Pays Salvagnacois et la communauté de communes Tarn et Dadou pour former la communauté d'agglomération du Rabastinois - Tarn et Dadou - Vère Grésigne et Pays Salvagnacois.

## Composition
La communauté de communes du Pays rabastinois regroupait 7 communes :
| Nom               | Code Insee | Gentilé       | Superficie (km2) | Population (dernière pop. légale) | Densité (hab./km2) |
| ----------------- | ---------- | ------------- | ---------------- | --------------------------------- | ------------------ |
| Rabastens (siège) | 81220      | Rabastinois   | 66,29            | 5 394 (2014)                      | 81                 |
| Coufouleux        | 81070      | Coufouléens   | 27,16            | 2 668 (2014)                      | 98                 |
| Giroussens        | 81104      | Giroussinais  | 41,67            | 1 479 (2014)                      | 35                 |
| Grazac            | 81106      | Grazacois     | 32,02            | 571 (2014)                        | 18                 |
| Loupiac           | 81149      | Loupiacois    | 10,82            | 399 (2014)                        | 37                 |
| Mézens            | 81164      | Mézensols     | 5,90             | 442 (2014)                        | 75                 |
| Roquemaure        | 81228      | Roquemauriens | 15,77            | 421 (2014)                        | 27                 |

## Démographie
| 2009   | 2012   |
| ------ | ------ |
| 10 630 | 10 751 |

## Liste des présidents
| Période                                  | Période | Identité       | Étiquette      | Qualité                           |
| ---------------------------------------- | ------- | -------------- | -------------- | --------------------------------- |
| Les données manquantes sont à compléter. |         |                |                |                                   |
|                                          | 2008    | Casimir Belda  | UDF puis MoDem | Maire de Giroussens (1989 → 2008) |
| 2008                                     | 2014    | Alain Brest    | PS             | Maire de Rabastens (2008 → 2014)  |
| 2014                                     | 2016    | Pierre Verdier | DVG            | Maire de Rabastens (2014 → 2020)  |